# Dodge Serie D8
La Dosge Serie D8 è un'autovettura full-size prodotta dalla  casa automobilistica statunitense Dodge dal 1937 al 1938. Venne presentata al pubblico nell'ottobre del 1937 per il model year 1938.

## Storia
La Serie D8 era fornita di un motore a valvole laterali e sei cilindri in linea da 3.569 cm³ di cilindrata che sviluppava 87 CV di potenza. Il propulsore era anteriore, mentre la trazione era posteriore. Il cambio era a tre rapporti mentre la frizione era monodisco a secco. Era offerto, tra le opzioni, il cambio semiautomatico.
La vettura era offerta in versione berlina, coupé, cabriolet e limousine. Il modello era disponibile con due passi, 3.353 mm per la berlina sette posti, la limousine e la cabriolet cinque posti, e 2.921 mm per tutte le altre versioni. Le vetture erano consegnate al cliente anche con telaio nudo, cioè senza carrozzeria, in modo tale che fosse l'acquirente a completarle dal proprio carrozziere di fiducia.
Uscì di produzione nell'ottobre del 1938.